# 孙吉镇
孙吉镇，是中国山西省运城市临猗县下辖的一个乡镇级行政单位。
距县城西26公里。2008人口52658人，总面积81.9 km2，下辖有45个行政村。

## 行政区划
孙吉镇共辖以下地区：
孙吉村、杨林村、辛圣村、程樊村、王显村、西赵村、张家村、郝家村、铁北村、卫阳村、南辛村、上元村、月高村、高村、三甲村、王午村、回龙村、西里村、北胡村、南胡村、贾寺村、东里村、丁村、大王村、小王村、引村、贾村、蔡村、蔡高村、兴隆村、天兴村、南周村、烟村、薛公村、周家村、北程村、安昌村、北百底村、北赵村、南百底村、南樊村、南赵村、屈村、师家村、杨董村。